# Petar Premović
Petar Premović (Raška, 12 settembre 1994) è un pallavolista serbo.
Gioca nel ruolo di schiacciatore e opposto nel Padova.

## Carriera
La carriera di Petar Premović inizia nella stagione 2009-10, quando viene ingaggiato dal Radnički Kragujevac, nella Superliga serba, club a cui resta legato per sei annate, vincendo lo scudetto 2009-10: inizialmente utilizzato come palleggiatore viene poi spostato al ruolo di schiacciatore e opposto; nel 2015 ottiene le prime convocazioni nella nazionale della Serbia.
Nella stagione 2015-16 passa al Vojvodina, sempre in Superliga, con cui conquista la Supercoppa 2015 e il campionato 2016-17. Nell'annata 2017-18 si trasferisce in Italia per militare nel Padova, in Serie A1.

## Palmarès

### Club
- Campionato serbo: 2

2009-10, 2016-17
- Supercoppa serba: 1

2015

### Premi individuali
- 2016 - Superliga: Miglior opposto